# 东日耳曼语支

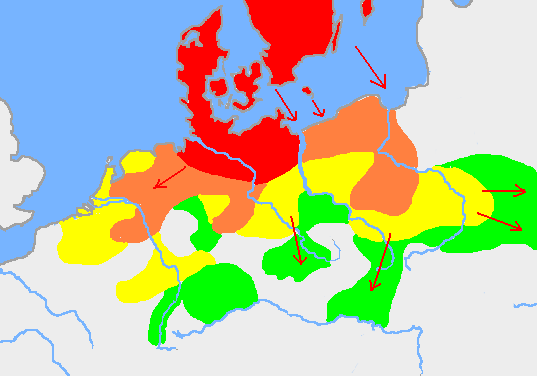
日耳曼部落在公元前750年至公元前1世紀的分佈
公元前750年的分佈
公元前500年的分佈
公元前250年的分佈
公元1世紀的分佈

东日耳曼语支是印欧语系日耳曼语族之下一个语支，其他被认定同是东日耳曼语支的语言有哥特语、汪达尔语、勃艮第语、伦巴第语（非今天意大利伦巴第大区的罗曼语族伦巴第语）和克里米亚哥特语。这些语言都已在历史上的不同时期灭绝。

## 歷史

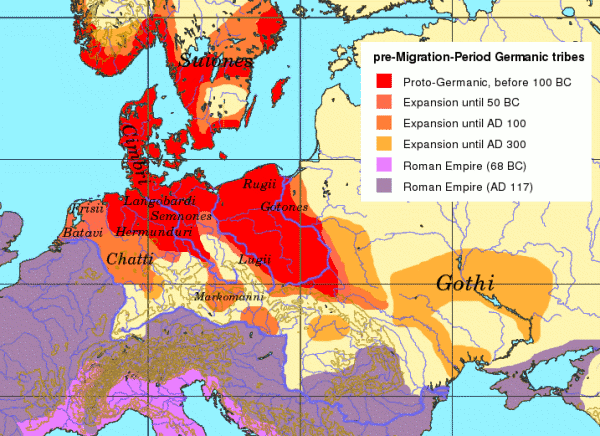
公元前2世紀至公元4世紀之間東日耳曼部落的定居範圍

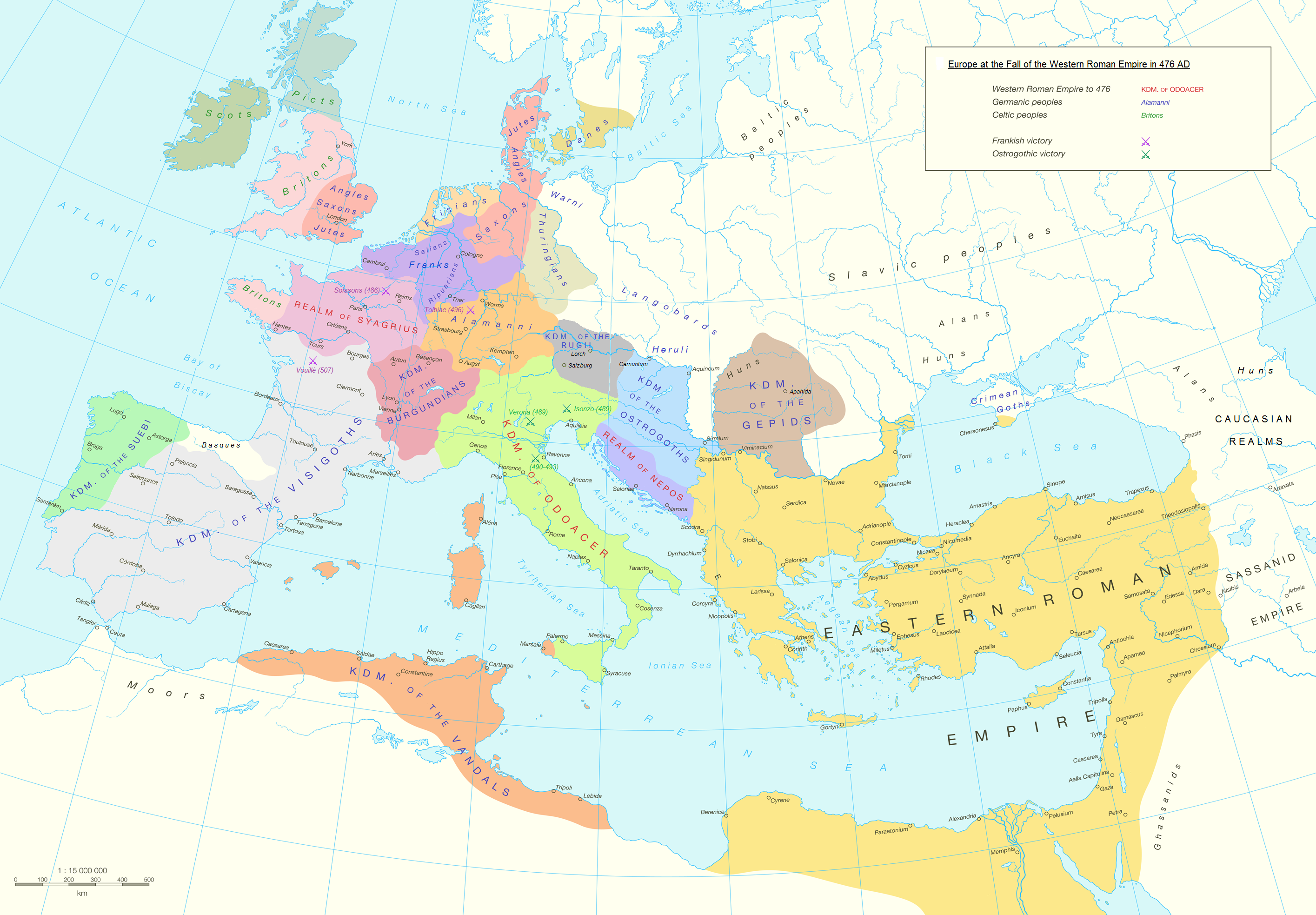
歐洲公元476年的地圖，圖中可見分佈於歐洲各地的日耳曼帝國及部落。

直至公元1世紀，老普林尼、塔西佗等人的記載都指出，當時歐洲存在着大量擁有共同祖先和文化的日耳曼人分支。
根據約達尼斯、普羅科匹厄斯等人的記載，以及一系列語言學、地名學及考古學發現，此前有結論稱，當時的東日耳曼人從斯堪的納維亞本島遷徙至易北河東岸。而實際上，公元前14世紀至公元前12世紀期間（北歐青銅時期第三期），斯堪的納維亞對波美拉尼亞及今天波蘭北部的影響力相當大，乃至該地區有時會被納爲北歐青銅時期的文化影響範圍內。 (Dabrowski 1989:73)
而考古學及地名學方面的發現亦指出，勃艮第人生活在丹麥的博恩霍爾姆島上，而魯基人則生活在挪威海岸羅加蘭郡。
過去曾有假說認爲哥特語及北日耳曼語支語言應組爲同一語支，但該假說在學術界已經過時：東日耳曼語現已普遍被認爲是一個獨立的日耳曼語分支，並且以中歐北部（尤其是現今的波蘭）爲東支部落的故土。同時，亦有認爲，該語支最有可能是最終從原始日耳曼語分化出的分支（大概在公元前11世紀左右）。

## 分支
- 哥德語（已消亡）(got)
  - 克里米亞哥特語（1800年代滅亡）
- 汪達爾語（滅亡）(xvn)
- 勃艮第語（Burgundian，滅亡）

6世纪历史学家普罗科匹厄斯称“因为他们都信仰着雅利安宗教，并且有一种叫做哥特语的语言”时，是在指哥特人、汪达尔人、西哥特人和格皮德人。可能操东日耳曼语的部落有：
- 巴斯塔奈人
- 勃艮第人
- 哥特人
  - 克里米亚哥特人
  - 格皮德人
  - 格鲁森尼人
  - 东哥德人
  - 瑟文吉人
  - 西哥特人
- 赫鲁利人
- 勒莫威人
- Lugii
  - Buri
  - Diduni
  - Harii
  - Helisii
  - Helveconae
  - Manimi
  - Nahanarvali
- Rugians
- Sciri
- 汪达尔人
  - Hasdingi
  - Silingi
- Vidivarii

## 備註
1. ↑  From origins until the beginning of the Migration Period.
2. ↑  From the onset of the Migration Period until extinctions of major East Germanic languages with the last one occurring in the early 10th century.
3. ↑  From the last major extinction until the 18th century demise of Crimean Gothic.
4. ↑  Hammarström, Harald; Forkel, Robert; Haspelmath, Martin; Bank, Sebastian (编). . . Jena: Max Planck Institute for the Science of Human History. 2016.
5. ↑  The Penguin Atlas of World History, Hermann Kinder and Werner Hilgemann; translated by Ernest A. Menze; with maps designed by Harald and Ruth Bukor. Harmondsworth: Penguin Books. ISBN 0-14-051054-0, 1988. Volume 1, p. 109.
6. ↑  From Procopius's "History of the Wars, Books V. and VI." https://www.gutenberg.org/files/20298/20298.txt （页面存档备份，存于）